# Joseph L. Doob

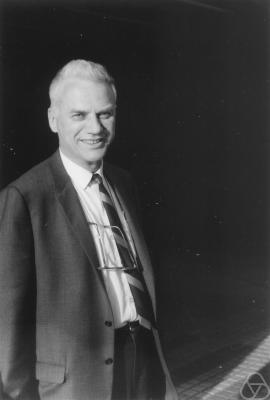
Joseph L. Doob (1969)

Joseph Leo „Joe“ Doob (* 27. Februar 1910 in Cincinnati, Ohio; † 7. Juni 2004 in Urbana, Illinois) war ein US-amerikanischer Mathematiker, der sich mit Analysis und Wahrscheinlichkeitstheorie (stochastische Prozesse) beschäftigte.

## Leben und Werk
Doob zog mit seinen Eltern 1913 nach New York City, wo er bis zu seinem Abschluss 1926 die Schule besuchte. Danach studierte er an der Harvard University, wo er 1931 seinen Master-Abschluss machte (unter anderem studierte er bei William Fogg Osgood) und 1932 bei Joseph L. Walsh mit der Dissertation Boundary Values of Analytic Functions promoviert wurde. Nach Aufenthalten an der Columbia University, wo er bei dem Analytiker Joseph Ritt war und sich dann bei dem Statistiker Harold Hotelling der Wahrscheinlichkeitstheorie zuwandte, und in Princeton (mit einem Stipendium der Carnegie Foundation) ging er 1935 als Associate Professor an die University of Illinois at Urbana-Champaign, wo er dann von 1945 bis zu seiner Emeritierung 1978 Professor war. Seit dessen Gründung war er dort Mitglied des Center for Advanced Study. Im Zweiten Weltkrieg beriet er (als Zivilist) die US Navy in Washington, D.C. und Guam in der Minen-Kriegführung.
Doob war einer der ersten, der nach Kolmogorows axiomatischer Begründung der Wahrscheinlichkeitsrechnung im Rahmen der Maßtheorie deren Methoden anwandte, um für Sätze der Wahrscheinlichkeitstheorie strengere Beweise zu liefern. In seiner ersten wahrscheinlichkeitstheoretischen Arbeit Probability and statistics von 1934 benutzte er eine wahrscheinlichkeitstheoretische Interpretation von Birkhoffs individuellem Ergodensatz, um strenge Beweise für statistische Sätze von Fisher und Hotelling zu geben. Das Konzept der Martingale in der Theorie stochastischer Prozesse geht auf ihn zurück. Sein einflussreiches Buch Stochastic Processes erschien 1953 (John Wiley). Ursprünglich wollte er dabei die Maßtheorie ganz auslassen, da sich Statistiker darüber beschwert hatten. Wie er in seinem Vorwort bemerkte, wurde die so entstandene erste Version so sehr schwer verständlich, was ihn in seinem Buch weiter bemerken ließ: „Wahrscheinlichkeitstheorie ist einfach ein Zweig der Maßtheorie, mit eigenen Schwerpunkten und eigenem speziellem Anwendungsgebiet.“, Der Name „stochastic“ der danach allgemein für Zufallsprozesse gebräuchlich wurde, wurde gewählt, da William Feller und er zur selben Zeit Bücher für die Wiley Series in Statistics schrieben und sich nicht über die Namen „chance variable“ und „random variable“ für Zufallsvariablen einigen konnten. 1955 führte er eine Axiomatisierung der Potentialtheorie ein, die ein weiterer Forschungsschwerpunkt von Doob wurde und ihn wieder in Verbindung mit seinen Wurzeln in der Funktionentheorie brachte. 1984 erschien bei Springer sein umfangreiches Buch Classical potential theory and its probabilistic counterpart, in der er die Verbindung von Potentialtheorie und stochastischen Prozessen (Martingales) darstellt. 1993 erschien sein Buch Measure Theory beim Springer-Verlag.
Doob war 1963/64 Präsident der American Mathematical Society. 1979 erhielt er die National Medal of Science der USA. 1984 erhielt er den Leroy P. Steele Prize. Er war Mitglied der American Academy of Arts and Sciences (1965), der National Academy of Sciences und auswärtiges Mitglied der französischen Akademie der Wissenschaften. 1950 war er Präsident des Institute of Mathematical Statistics. 25 Jahre lang war er Kommissar des traditionellen Saturday Hike an der Universität von Illinois.
Die Doobsche Maximalungleichung, die Doob-Zerlegung, die Doob-Meyer-Zerlegung, das Doob-Martingal, der Überquerungssatz von Doob und das Doob-Dynkin-Lemma sind mit seinem Namen verbunden.
Zu seinen Doktoranden zählen David Blackwell und Paul Halmos (sein erster Doktorand 1938). Halmos stiftete ihm zu Ehren den Joseph L. Doob Prize bei der AMS.

## Schriften
- Stochastic Processes. Wiley, New York 1953, ISBN 978-0-471-52369-7.
- Classical potential theory and its probabilistic counterpart. Springer, Berlin [u. a.] 1984, ISBN 3-540-90881-1.
- Measure Theory. Springer, Berlin [u. a.] 1993, ISBN 3-540-94055-3.
- The development of rigor in mathematical probability (1900–1950). In: Jean-Paul Pier (Hrsg.): Development of mathematics 1900–1950. Birkhäuser, Basel/Boston/Berlin 1994, ISBN 3-7643-2821-5.